# The Last Days
The Last Days é um filme-documentário estadunidense de 1998 dirigido e escrito por James Moll, que conta sobre campos de concentração durante a Alemanha Nazista. Venceu o Oscar de melhor documentário de longa-metragem na edição de 1999.